# Can Carol (Caldes d'Estrac)
Can Carol és un edifici de Caldes d'Estrac (Maresme).

## Descripció
Edifici de planta baixa i dues plantes envoltat de jardí. La casa és d'inspiració popular mediterrània, emblanquinada. La façana principal està orientada en sentit sud-est, de cara a la mar. La coberta és de teulada amb ràfec paral·lel a la porta principal. La planta baixa té un porxo amb varis accessos. La primera i segona planta presenten una distribució també de porxos, que formen terrasses mirador.
Destaca la vegetació exuberant del jardí, tant a la seva part davantera, que dóna al Passeig dels Anglesos, com la del darrere. En realitat, l'edificació correspon només a una tercera part de la finca. La tanca d'entrada és reixada d'estil modernista. També trobem un camí empedrat que du a la casa.

## Història
La família Carol es dedicava al tèxtil, sobretot al cotó, creant la marca distintiva "Orillo verde". Durant la guerra civil espanyola (1936-1939) va ser la caserna de la Guàrdia d'Assalt.